# Jalutorovszki járás

A Jalutorovszki járás a Tyumenyi területen

A Jalutorovszki járás (oroszul Ялуторовский район) Oroszország egyik járása a Tyumenyi területen. Székhelye Jalutorovszk.

## Népesség
- 1989-ben 16 696 lakosa volt.
- 2002-ben 15 799 lakosa volt, melyből 10 271 orosz, 4 120 tatár, 235 komi, 227 ukrán, 216 német, 184 kazah, 118 csuvas, 63 fehérorosz, 55 udmurt, 53 baskír, 40 mari, 33 örmény stb.
- 2010-ben 14 461 lakosa volt, melyből 9 771 orosz, 3 492 tatár, 191 kazah, 174 ukrán, 163 német, 158 komi, 82 csuvas, 54 fehérorosz, 47 udmurt, 32 baskír stb.